# Suwałki Live ’98
Suwałki Live ’98 – promocyjny album koncertowy Perfectu wydany w 1998. Zawiera zapis koncertu w Suwałkach będącego częścią trasy koncertowej promującej album Geny.

## Spis utworów[1]
1. "Ale pięknie jest"
2. "Adrenalina"
3. "Autobiografia"
4. "Kołysanka dla nieznajomej"
5. "Kilka z nich"
6. "Pepe wróć"
7. "Nie daj się zabić"
8. "Ale wkoło jest wesoło"
9. "Chcemy być sobą"
10. "Nie płacz Ewka"